# Amaury Germán Aristy
Amaury Germán Aristy (Padre Las Casas (Azua), 13 de abril de 1947 - Santo Domingo, 12 de enero de 1972) fue un revolucionario dominicano, seguidor del coronel Francisco Alberto Caamaño, y uno de los líderes de la Guerra de abril de 1965 en la República Dominicana. Amaury era un joven que creía en los verdaderos valores e ideales políticos, y desde niño estuvo consternado con la política represiva y dictadura de Rafael Leónidas Trujillo. Durante todo el proceso de la Guerra de 1965, estuvo en complicidad con los verdaderos hombres que velaban por procurar la soberanía, paz y estabilidad del país. 
Era oriundo del Municipio de Padre Las Casas (Azua), ubicado en la Provincia de Azua, y es hijo del primer síndico de dicho municipio Manuel Germán, el cual gozaba de mucha popularidad y respeto. Hoy en día Amaury es considerado, junto con su padre Don Manuel Germán, como un Orgullo para Padre Las Casas y la República Dominicana, por su gran valentía ante los problemas del país, durante la Guerra del 65 y los gobiernos del Dr. Joaquín Balaguer, con el cual nunca estuvo de acuerdo.

## Biografía
Amaury German Aristy, nació el 13 de abril del año 1947, en Padre Las Casas, Azua, República Dominicana. Sus padres fueron Don Manuel Germán, el cual fue el primer síndico municipal de Padre Las Casas, y su madre Doña Manuela Aristy. 
Desde muy joven demostró su inspiración a las ideas políticas, y también su rechazo al gobierno de Rafael Leónidas Trujillo. Sus estudios primarios los realizó en su pueblo natal, y más tarde se traslada a Ciudad Trujillo, hoy su antiguo nombre, Santo Domingo de Guzmán. En 1964 se integró como miembro de la Dirección de la Unión de Estudiantes Revolucionarios (UER) y de la Sección Juvenil de la Secundaria, movimiento perteneciente al Movimiento 14 de junio, del que llega a ser uno de sus más connotados dirigentes.

## Amaury en la Guerra del 65
Amaury al igual que otros de sus compañeros revolucionarios, estuvo en contra del golpe de Estado a Juan Bosch el 25 de septiembre de 1963, así como también al Triunvirato. Obstinado por el acontecer del país en dicha época, se ve obligado a participar, junto a sus otros compañeros, activamente en la Guerra del 65, donde encabezó la dirección de los Comandos Constitucionalistas. Durante la revuelta bélica fue herido en una pierna, mientras se dirigían al asalto del Palacio Nacional. 
En 1967, decide viajar a la ciudad de La Habana, Cuba, donde participó en la Conferencia Latinoamericana de Solidaridad (OLAS), donde fue elegido como vicepresidente de dicha conferencia; realizó allí contactos con el coronel Francisco Alberto Caamaño Deñó, con quien coordinó un movimiento, el cual tuvo por nombre "Comandos de la Resistencia", el cual fue reforzado por seguidores de Caamaño, tanto en Cuba como en República Dominicana.
Los planes de Caamaño y Amaury, tenían el objetivo de derrocar el gobierno de los 12 años del Dr. Joaquín Balaguer. Estos planes fueron descubiertos, Caamaño desembarca en la playa Caracoles de Azua y en una emboscada en las montañas del Número fue asesinado. Mientras tanto Amaury, Virgilio, Ulises y Bienvenido (Chuta), fueron localizados en su local secreto, ubicado en el kilómetro 14 y ½ de la Autopista de las Américas, de la ciudad capital. Amaury muere en combate con las fuerzas del orden el 12 de enero de 1972.

### Calles
Las calles que honran al revolucionario Amaury Germán Aristy están localizadas en los barrios Herrera, Los Pinos, Los Tres Brazos y Juan Bosch, y también en su natal pueblo de Padre Las Casas, la cual se encuentra en la calle donde está su casa, y no solo eso, sino también que la carretera que comunica al pueblo con el municipio de las Yayas de Viajamas, se llama Carretera Amaury Germán Aristy. También hay calles creadas en homenaje al Comando de la Resistencia y Los Palmeros, grupo al cual perteneció.
En La Romana, en el sector denominado San Carlos, una calle lleva su nombre, la misma fue promovida el concejal Wanchy Medina por medio de la Ordenanza 23-2014.

## Música
La canción La Cueva de la agrupación musical dominicana La Armada hace tributo a German Aristy, la pieza describe la hazaña del héroe caído, figura el audio de su madre Doña Manuela Aristy y describe como el gobierno abusa del pueblo.